# Клюковский сельсовет
Клюковский сельсовет — упразднённая административная единица на территории Оршанского района Витебской области Республики Беларусь.

## География
Озёра: Переволочно и др.

## Состав
Клюковский сельсовет включает 13 населённых пунктов:
- Девино — деревня.
- Замосточье — деревня.
- Иваньково — деревня.
- Клюковка — деревня.
- Лисовские — деревня.
- Орешки — деревня.
- Ромальдово — деревня.
- Сармацк — деревня.
- Симохи — деревня.
- Слобода — деревня.
- Софиевка — деревня.
- Старина — деревня.
- Чернявские — деревня.